# Sheffield & Hallamshire Senior Cup
Sheffield & Hallamshire Senior Cup er en lokal pokalturnering i England for fodboldhold i Sheffield & Hallamshire County Football Association. Turneringen blev etableret i 1876 under navnet Sheffield Challenge Cup og er derfor blandt de fem ældste pokalturneringer i verden, kun overgået af FA Cup (etableret i 1871), Scottish Cup (1873), Birmingham Senior Challenge Cup (1875) og East of Scotland Shield (1875).

## Resultater

### Vindere
Holdenes nuværende navne er anvendet nedenfor.
| Sheffield & Hallamshire Senior Cup 1876–2011 | |
| Antal sejre                                  | Klubber |
| 14                                           | Sheffield Wednesday |
| 11                                           | Worksop Town, Frickley Athletic |
| 10                                           | Sheffield United |
| 8                                            | Wakefield, Mexborough Town |
| 6                                            | Stocksbridge Park Steels |
| 5                                            | Denaby United, Sheffield |
| 4                                            | Doncaster Rovers, Rotherham Town, Hallam |
| 3                                            | Barnsley |
| 2                                            | Lockwood Brothers, Rotherham County, Upton Colliery, Wombwell, Rawmarsh Athletic, South Kirkby Colliery, Beighton Miners Welfare, Royal Army Signal Corps, Bentley Colliery, Stocksbridge Works                                                                        |
| 1                                            | Thursday Wanderers, Staveley, Heeley, Norton Woodseats, Redfearn Sports, Kiveton Park, Frecheville CA, Maltby Main, Royston Social, Wath Athletic, Darfield, Firbeck Main, Ardsley Athletic, Dinnington Main, Manvers Main, Grimethorpe Miners Welfare, Thurcroft Main |

### Finaler
Nedenstående liste er ukomplet.
| Sæson     | Vinder                                            | Finalist                                          | Res.                                              | Spillested                                        | Noter                                             |
| --------- | ------------------------------------------------- | ------------------------------------------------- | ------------------------------------------------- | ------------------------------------------------- | ------------------------------------------------- |
| 1876-77   | The Wednesday                                     | Heeley                                            | 4–3                                               | Bramall Lane                                      |                                                   |
| 1877-78   | The Wednesday                                     | Attercliffe                                       | 2–0                                               | Bramall Lane                                      |                                                   |
| 1878-79   | Thursday Wanderers                                | Heeley                                            | 3–1                                               | Bramall Lane                                      |                                                   |
| 1879-80   | Staveley                                          | Heeley                                            | 3–1                                               | Bramall Lane                                      |                                                   |
| 1880-81   | The Wednesday                                     | Ecclesfield                                       | 8–1                                               | Bramall Lane                                      |                                                   |
| 1881-82   | Heeley                                            | Pyebank                                           | 5–0                                               | Bramall Lane                                      |                                                   |
| 1882-83   | The Wednesday                                     | Lockwood Brothers                                 | 2–1                                               | Bramall Lane                                      | Efter omkamp                                      |
| 1883-84   | Lockwood Brothers                                 | Heeley                                            | 2–0                                               | Bramall Lane                                      |                                                   |
| 1884-85   | Lockwood Brothers                                 | Park Grange                                       | 2–0                                               | Bramall Lane                                      | Efter omkamp                                      |
| 1885-86   | Mexborough                                        | Heeley                                            | 2–1                                               | Bramall Lane                                      |                                                   |
| 1886-87   | The Wednesday                                     | Collegiate                                        | 2–1                                               | Bramall Lane                                      |                                                   |
| 1887-88   | The Wednesday                                     | Ecclesfield                                       | 3–2                                               | Bramall Lane                                      |                                                   |
| 1888-89   | Rotherham                                         | Staveley                                          | 2–1                                               | Bramall Lane                                      |                                                   |
| 1889-90   | Rotherham Town                                    | Sheffield United                                  | 1–0                                               | The Holmes                                        |                                                   |
| 1890-91   | Doncaster Rovers                                  | Sheffield United                                  | 2–1                                               | Bramall Lane                                      |                                                   |
| 1891-92   | Sheffield United                                  | The Wednesday reserver                            | 2–1                                               | Bramall Lane                                      |                                                   |
| 1892-93   | Sheffield United reserver                         | The Wednesday reserver                            | 3–1                                               | Bramall Lane                                      |                                                   |
| 1893-94   | Mexborough                                        | Sheffield United reserver                         | -                                                 |                                                   | Afviklet som gruppespil                           |
| 1894-95   | The Wednesday reserver                            | Sheffield United reserver                         | -                                                 |                                                   | Afviklet som gruppespil                           |
| 1895-96   | Mexborough                                        | Sheffield United reserver                         | -                                                 |                                                   | Afviklet som gruppespil                           |
| 1896-97   | Sheffield United reserver                         | Wath                                              | 3–0                                               | Olive Grove                                       |                                                   |
| 1897-98   | Sheffield United reserver                         | The Wednesday reserver                            | 3–1                                               | Bramall Lane                                      |                                                   |
| 1898-99   | Sheffield United reserver                         | Attercliffe                                       | 5–2                                               | Bramall Lane                                      | Efter omkamp                                      |
| 1899-1900 | The Wednesday reserver                            | Worksop Town                                      | 2–0                                               | Carbrook                                          |                                                   |
| 1900-01   | Sheffield United reserver                         | Channing Rovers                                   | 6–1                                               | Bramall Lane                                      |                                                   |
| 1901-02   | The Wednesday reserver                            | Royston                                           | 1–0                                               | Millmoor                                          |                                                   |
| 1902-03   | The Wednesday reserver                            | Roundel                                           | 5–0                                               | Bramall Lane                                      | Efter omkamp.                                     |
| 1903-04   | Barnsley reserver                                 | Hallam                                            | 6–1                                               | Bramall Lane                                      |                                                   |
| 1904-05   | Sheffield United reserver                         | The Wednesday reserver                            | 3–1                                               | Hillsborough                                      |                                                   |
| 1905-06   | Denaby United                                     | The Wednesday reserver                            | 4–2                                               | Clifton Lane                                      |                                                   |
| 1906-07   | The Wednesday reserver                            | Sheffield United reserver                         | 2–0                                               | Bramall Lane                                      | Efter omkamp                                      |
| 1907-08   | Sheffield United reserver                         | South Kirkby Colliery                             | 1–0                                               | Hillsborough                                      |                                                   |
| 1908-09   | Sheffield United reserver                         | Rotherham County                                  | 5–1                                               | Bramall Lane                                      | Efter omkamp                                      |
| 1909-10   | Denaby United                                     | Barnsley reserver                                 | w.o.                                              | Wath                                              |                                                   |
| 1910-11   | Sheffield United reserver                         | Mexborough                                        | 4–1                                               | Clifton Lane                                      |                                                   |
| 1911-12   | Doncaster Rovers                                  | Sheffield United reserver                         | 3–0                                               | Wath                                              |                                                   |
| 1912-13   | Rotherham County                                  | Worksop Town                                      | 3–0                                               | Bramall Lane                                      |                                                   |
| 1913-14   | Rotherham County                                  | The Wednesday reserver                            | 1–0                                               | Bramall Lane                                      |                                                   |
| 1914-15   | Barnsley reserver                                 | Worksop Town                                      | 3–0                                               | Bramall Lane                                      |                                                   |
| 1915-19   | Ingen turneringer på grund af første verdenskrig. | Ingen turneringer på grund af første verdenskrig. | Ingen turneringer på grund af første verdenskrig. | Ingen turneringer på grund af første verdenskrig. | Ingen turneringer på grund af første verdenskrig. |
| 1919-20   | Rotherham                                         | Sheffield United reserver                         | 1–0                                               | Clifton Lane                                      |                                                   |
| 1920-21   | The Wednesday reserver                            | Barnsley reserver                                 | 2–0                                               | Bramall Lane                                      |                                                   |
| 1921-22   | The Wednesday reserver                            | Barnsley reserver                                 | 2–0                                               | Bramall Lane                                      |                                                   |
| 1922-23   | Wombwell                                          | Mexborough                                        | 2–0                                               | Wath                                              | Efter omkamp                                      |
| 1923-24   | Worksop Town                                      | Barnsley reserver                                 | 3–0                                               | Bramall Lane                                      |                                                   |
| 1924-25   | Rotherham Town                                    | Worksop Town                                      | 5–1                                               | Bramall Lane                                      |                                                   |
| 1925-26   | Wath Athletic                                     | Hemsworth West End                                | 4–0                                               | Tickhill Square                                   |                                                   |
| 1926-27   | Darfield                                          | Ecclesfield                                       | 5–0                                               | Birdwell                                          |                                                   |
| 1927-28   | Frickley Colliery                                 | Ardsley Athletic                                  | 3–1                                               | Mexborough                                        |                                                   |
| 1928-29   | Ardsley Athletic                                  | Ecclesfield                                       | 6–2                                               | Birdwell                                          |                                                   |
| 1929-30   | South Kirkby Colliery                             | Cudworth                                          | 2–0                                               | Grimethorpe                                       | Efter omkamp                                      |
| 1930-31   | Mexborough Athletic                               | Frickley Colliery                                 | 2–0                                               | Mexborough                                        |                                                   |
| 1931-32   | Dinnington Main                                   | South Kirkby Colliery                             | 3–0                                               | Mexborough                                        |                                                   |
| 1932-33   | Denaby United                                     | Rawmarsh Athletic                                 | 1–0                                               | Mexborough                                        | Efter omkamp                                      |
| 1933-34   | Mexborough Athletic                               | Woodhouse Alliance                                | 8–1                                               | Tickhill Square                                   |                                                   |
| 1934-35   | Firbeck Main                                      | Denaby United                                     | 3–0                                               | Dinnington                                        |                                                   |
| 1935-36   | Denaby United                                     | Worksop Town                                      | 4–2                                               | Central Avenue                                    |                                                   |
| 1936-37   | Upton Colliery                                    | Thurnscoe Victoria                                | 4–3                                               | Mexborough                                        |                                                   |
| 1937-38   | Norton Woodseats                                  | Lopham Street UM                                  | 2–1                                               | Hillsborough                                      |                                                   |
| 1938-39   | Rawmarsh Welfare                                  | Worksop Town                                      | 3–2                                               | Beighton                                          |                                                   |
| 1939-40   | Beighton Miners Welfare                           | Frickley Colliery Athletic                        | 2–1                                               | Belle Vue                                         | Efter omkamp                                      |
| 1940-41   | South Kirkby Colliery                             | Beighton Miners Welfare                           | 2–1                                               | Millmoor                                          | Efter omkamp                                      |
| 1941-42   | Manvers Main                                      | Sheffield United reserver                         | 1–0                                               | Bramall Lane                                      |                                                   |
| 1942-43   | Royal Army Signal Corps                           | Sheffield Wednesday reserver                      | 1–0                                               | Bramall Lane                                      | Efter omkamp                                      |
| 1943-44   | Royal Army Signal Corps                           | Norton Woodseats                                  | 5–3                                               | Millmoor                                          |                                                   |
| 1944-45   | Barnsley reserver                                 |                                                   |                                                   |                                                   |                                                   |
| 1945-46   | Wombwell                                          | Harworth Colliery                                 | 2–0                                               | Wath                                              |                                                   |
| 1946-47   | Thurcroft Main                                    |                                                   |                                                   |                                                   |                                                   |
| 1947-48   | Harworth Colliery                                 | Beighton Miners Welfare                           | 1–0                                               | Central Avenue                                    |                                                   |
| 1948-49   | Royston Social                                    | Harworth Colliery                                 | 3–2                                               | Central Avenue                                    |                                                   |
| 1949-50   | Upton Colliery                                    | Beighton Miners Welfare                           | 5–3                                               | Tickhill Square                                   |                                                   |
| 1950-51   | Hallam                                            | Stocksbridge Works                                | 3–0                                               | Hillsborough                                      |                                                   |
| 1951-52   | Stocksbridge Works                                | Denaby United                                     | 4–1                                               | Hillsborough                                      |                                                   |
| 1952-53   | Worksop Town                                      | Beighton Miners Welfare                           | 3–1                                               | Hillsborough                                      |                                                   |
| 1953-54   | Sheffield Wednesday 'A'                           | Worksop Town                                      | 2–1                                               | Central Avenue                                    |                                                   |
| 1954-55   | Worksop Town                                      | Stocksbridge Works                                | 2–1                                               | Central Avenue                                    |                                                   |
| 1955-56   | Beighton Miners Welfare                           | Stocksbridge Works                                | 4–2                                               | Thorncliffe                                       |                                                   |
| 1956-57   | Frickley Colliery Athletic                        | Worksop Town                                      | 3–2                                               | Westfield Lane                                    |                                                   |
| 1957-58   | Bentley Colliery                                  | Stocksbridge Works                                | 3–1                                               | Oakwell                                           |                                                   |
| 1958-59   | Bentley Colliery                                  | Yotar Sports                                      | 1–0                                               | Tickhill Square                                   |                                                   |
| 1959-60   | Grimethorpe Miners Welfare                        | Denaby United                                     | 3–2                                               | Grimethorpe                                       |                                                   |
| 1960-61   | Frickley Colliery Athletic                        | Worksop Town                                      | 2–1                                               | Westfield Lane                                    | Efter omkamp                                      |
| 1961-62   | Hallam                                            | Sheffield                                         | 1–0                                               | Mortomley                                         | Efter omkamp                                      |
| 1962-63   | Frickley Colliery Athletic                        | Sheffield United 'A'                              | 2–1                                               | Hampden Road                                      |                                                   |
| 1963-64   | Stocksbridge Works                                | Mexborough Town                                   | 1–0                                               | Rawmarsh                                          | Mexborough Town blev tildelt sejren.              |
| 1964-65   | Hallam                                            | Thurcroft Welfare                                 | 3–2                                               | Millmoor                                          |                                                   |
| 1965-66   | Worksop Town Athletic                             | Frickley Colliery Athletic                        | 3–2                                               | Westfield Lane                                    |                                                   |
| 1966-67   | Frickley Colliery Athletic                        | Norton Woodseats                                  | 4–1                                               | Coach and Horses Ground                           |                                                   |
| 1967-68   | Hallam                                            | Norton Woodseats                                  | 1–0                                               | Hillsborough                                      |                                                   |
| 1968-69   | Redfearn Sports                                   | Frickley Colliery Athletic                        | 1–0                                               | Tickhill Square                                   |                                                   |
| 1969-70   | Worksop Town                                      | Dinnington Athletic                               | 2–1                                               | Hard Lane                                         |                                                   |
| 1970-71   | Rawmarsh Athletic                                 | Frickley Colliery Athletic                        | 3–1                                               | Rawmarsh                                          |                                                   |
| 1971-72   | Kiveton Park United                               | Frecheville CA                                    | 3–0                                               | Swallownest                                       |                                                   |
| 1972-73   | Worksop Town                                      | Worsborough Bridge Miners Welfare                 | 4–1                                               | Millmoor                                          |                                                   |
| 1973-74   | Frecheville CA                                    | Worksop Town                                      | 2–1                                               | Hard Lane                                         | Efter omkamp                                      |
| 1974-75   | Mexborough Town                                   | Denaby United                                     | 1–0                                               | Tickhill Square                                   |                                                   |
| 1975-76   | Emley                                             | Worksop Town                                      | 2–0                                               | Hillsborough                                      |                                                   |
| 1976-77   | Mexborough Town                                   | Worksop Town                                      | 2–1                                               | Bramall Lane                                      |                                                   |
| 1977-78   | Maltby Miners Welfare                             | Mexborough Town                                   | 2–1                                               | Belle Vue                                         |                                                   |
| 1978-79   | Frickley Athletic                                 | Mexborough Town                                   | 3–2                                               | Hampden Road                                      |                                                   |
| 1979-80   | Emley                                             | Worksop Town                                      | 2–0                                               | Oakwell                                           |                                                   |
| 1980-81   | Emley                                             | Frickley Athletic                                 | 2–1                                               | Welfare Ground                                    |                                                   |
| 1981-82   | Worksop Town                                      | Frickley Athletic                                 | w.o.                                              | -                                                 |                                                   |
| 1982-83   | Mexborough Town Athletic                          | Denaby United                                     | 2–1                                               | Millmoor                                          |                                                   |
| 1983-84   | Emley                                             | Frecheville CA                                    | 2–0                                               | Oakwell                                           |                                                   |
| 1984-85   | Worksop Town                                      | Frickley Athletic                                 | 2–1                                               | Millmoor                                          |                                                   |
| 1985-86   | Frickley Athletic                                 | Crookes                                           | 2–0                                               | Sandy Lane                                        |                                                   |
| 1986-87   | Denaby United                                     | Emley                                             | 3–2                                               | Oakwell                                           |                                                   |
| 1987-88   | Frickley Athletic                                 | Worksop Town                                      | [0]2–1                                            | -                                                 | Afgjort over to kampe                             |
| 1988-89   | Emley                                             | Woolley Miners Welfare                            | 2–0                                               | Oakwell                                           |                                                   |
| 1989-90   | Frickley Athletic                                 | Denaby United                                     | [0]2–1                                            | -                                                 | Afgjort over to kampe                             |
| 1990-91   | Emley                                             | Worksop Town                                      | 1–1                                               | Hillsborough                                      | Emley F.C. vandt efter straffesparkskonkurrence   |
| 1991-92   | Emley                                             | Frickley Athletic                                 | 1–0                                               | Bracken Moor                                      |                                                   |
| 1992-93   | Stocksbridge Park Steels                          | Worksop Town                                      | [0]5–3                                            | -                                                 | Afgjort over to kampe                             |
| 1993-94   | Sheffield                                         | Worksop Town                                      | 1–1                                               | Hillsborough                                      | Sheffield vandt efter straffesparkskonkurrence    |
| 1994-95   | Worksop Town                                      | Emley                                             | 1–0                                               | Hillsborough                                      |                                                   |
| 1995-96   | Stocksbridge Park Steels                          | Grimethorpe Miners Welfare                        | 1–0                                               | Welfare Ground                                    |                                                   |
| 1996-97   | Worksop Town                                      | Harworth Colliery                                 | 7–0                                               | Hillsborough                                      |                                                   |
| 1997-98   | Emley                                             | Parkgate                                          | 3–0                                               | Hillsborough                                      |                                                   |
| 1998-99   | Stocksbridge Park Steels                          | Emley                                             | 1–0                                               | Hillsborough                                      |                                                   |
| 1999-00   | Frickley Athletic                                 | Emley                                             | 3–0                                               | Hillsborough                                      |                                                   |
| 2000-01   | Doncaster Rovers                                  | Emley                                             | 2–1                                               | Hillsborough                                      |                                                   |
| 2001-02   | Doncaster Rovers                                  | Emley                                             | 3–0                                               | Hillsborough                                      |                                                   |
| 2002-03   | Worksop Town                                      | Doncaster Rovers                                  | 2–1                                               | Hillsborough                                      |                                                   |
| 2003-04   | Frickley Athletic                                 | Worksop Town                                      | 3–2                                               | Hillsborough                                      |                                                   |
| 2004-05   | Sheffield                                         | Worksop Town                                      | 1–0                                               | Hillsborough                                      |                                                   |
| 2005-06   | Sheffield                                         | Parkgate                                          | 2–1                                               | Hillsborough                                      |                                                   |
| 2006-07   | Stocksbridge Park Steels                          | Worksop Town                                      | 2–1                                               | Hillsborough                                      |                                                   |
| 2007-08   | Sheffield                                         | Worksop Town                                      | 2–0                                               | Hillsborough                                      |                                                   |
| 2008-09   | Stocksbridge Park Steels                          | Brodsworth Welfare                                | 3–0                                               | Hillsborough                                      |                                                   |
| 2009-10   | Sheffield                                         | Hallam                                            | 4–2                                               | Hillsborough                                      |                                                   |
| 2010-11   | Stocksbridge Park Steels                          | Parkgate                                          | 3–0                                               | Hillsborough                                      |                                                   |